# Berg (Badenia-Wirtembergia)
Berg – miejscowość i gmina w Niemczech, w kraju związkowym Badenia-Wirtembergia, w rejencji Tybinga, w regionie Bodensee-Oberschwaben, w powiecie Ravensburg, wchodzi w skład związku gmin Mittleres Schussental.

## Współpraca
Miejscowości partnerskie:
- Brześć, Białoruś
- Rodigo, Włochy
- Seifersdorf – dzielnica Wachau, Saksonia